# Pauline Léon
Anne Pauline Léon, fue una activista radical y feminista de la Revolución Francesa. Participó en la toma de la Bastilla y reclamó armas para las mujeres. En 1793 con Claire Lacombe fundó la Sociedad de las Ciudadanas Republicanas Revolucionarias, organización autónoma de mujeres revolucionarias durante la Revolución. Se casó con el periodista Théophile Leclerc miembro del grupo radical Enragés (Furiosos), activo durante la Revolución.

## Biografía
Léon fue una de los seis hijos de los fabricantes de chocolate Pierre-Paul Léon y Mathrine Telohan en París. Su padre murió en 1784, por lo cual Léon a los 16 años trabajó junto a su madre ayudando a mantener la tienda y cuidando a sus hermanos. Pauline cuenta de su padre que era un "filósofo" y no le transmitió ningún "prejuicio".
Según las investigaciones históricas Pauline Léon es representativa de las mujeres del movimiento "sans-coulottes" parisino que se identifican desde los primeros días con la Revolución. 
El 14 de julio de 1789 estaba presente en la toma de la Bastilla. Desde febrero de 1791 frecuentaba varias sociedades: el Club de los Cordeliers (Sociedad de amigos de los Derechos del Hombre y del Ciudadano) hasta 1794, la Sociedad fraternal de patriotas de uno u otro sexo donde se relaciona con Jean-François Varlet y Louise Robert, y la Sociedad de Mucius Scaevola.
Varios artículos del Créole patriote mencionan sus intervenciones en las asambleas generales. También se constata la conexión entre las mujeres miembros de la sociedad fraternal y las de las Ciudadanas republicanas. A principios de febrero de 1791 hacen un juramento de no casarse con ningún miembro de la aristocracia mientras que las Republicanas en 1793 prometen "poblar Francia de pequeños Marat" -Marat es asesinado el 13 de julio de 1793.
El 6 de marzo de 1792 lideró una representación de ciudadanos que se dirigió a la Asamblea Nacional y leyó un documento firmado por 320 mujeres de París pidiendo permiso para organizar una guardia nacional femenina. En diciembre de 1792 firma la petición de la Sociedad Patriótica de Luxemburgo pidiendo la muerte del rey.
El 13 de mayo de 1793 fundó junto con Claire Lacombe la Sociedad de Ciudadanas Republicanas Revolucionarias. El 2 de junio de 1793 lidera una delegación de Ciudadanas republicanas revolucionarias que desean ser admitidas en la Convención. El 9 de julio se convierte en la presidenta de la Sociedad.
El 20 de julio de 1793 firma una deliberación de las Ciudadanas republicanas revolucionarias que solicita la erección de un obelisco en memoria de Marat en la plaza del Carrusel. El 30 de octubre de 1793 la Convención Nacional disuelve todas las sociedades.
En noviembre de 1793 se casó con Théophile Leclerc líder del grupo Enragés y declara retomar el negocio familiar. El 17 de marzo de 1794 viaja hasta La Fère, donde su esposo es movilizado. Allí ambos son detenidos el 3 de abril bajo la orden dada por el Comité de Seguridad General bajo la acusación de hebertistas. Llevados a París son encarcelados en la prisión del Luxemburgo el 6 de abril. 
Tras la caída de Robespierre busca apoyo en Jean Lambert Tallien a quien había conocido en 1792. Al día siguiente Leclerc y Pierre François Réal con quien había sido detenido fueron llevados ante el Comité de Seguridad general. Réal fue liberado de inmediato, Pauline Léon y Théophile Leclerc el 22 de agosto. En 1798 estaban en Lyon.
En 1804 siendo institutriz en París, reclama la liberación de su hermano, detenido por escritos hostiles a Bonaparte. Se reunirá posteriormente en Bourbon-Vendée con su hermana y su hermano que trabajan en una imprenta. 
Murió en su casa en Bourbon-Vendée el 5 de octubre de 1838.

## Obras
- Adresse individuelle à l'Assemblée nationale par des citoyennes de la capitale 6 de marzo de 1792 , impreso por orden de la Asamblea Nacional, París, Imprimerie Nationale, 1792, in-8, 4 páginas.

- Précis de la conduite révolutionnaire d'Anne Pauline Léon, femme Leclerc escrito en 4 de julio de 1794 en Luxemburgo y se envía al Comité de Seguridad General, Archivo Nacional, París, F7 4774/9 carpeta Leclerc.

## Investigaciones posteriores
La figura de Pauline Léon había pasado desapercibida para la historia hasta que en los años 1960 se da a conocer el trabajo de Robert Barrie Rose que consagra un artículo a León en The Enragés, Socialists of the French Revolution? (1965) en el que equipara su figura a la de Jean Fraçois Varlet o Claire Lacombe y que Marie Caerati publica en Club des citoyennes républicaines révolutionnaires (1966). Finalmente en 1993 Claude Guillon publica una biografía de Théophile Leclerc y Pauline Léon completando la información sobre el periodo posterior a 1804.